# Cabralea canjerana

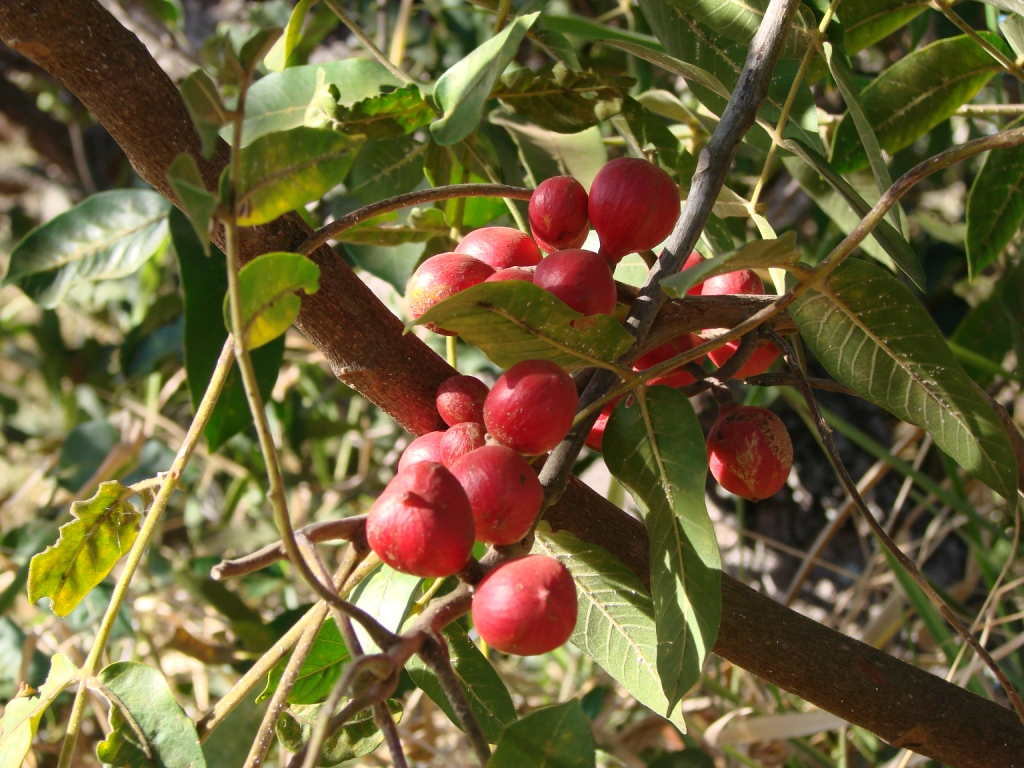
Früchte

Cabralea canjerana ist ein Baum in der Familie der Mahagonigewächse aus dem nordöstlichen Argentinien, Paraguay, Bolivien, Brasilien und Peru bis nach Kolumbien, Ecuador und in die Guyanas. Es ist die einzige Art der Gattung Cabralea.

## Beschreibung
Cabralea canjerana wächst als laubabwerfender Baum bis über 30 Meter hoch. Der Stammdurchmesser erreicht bis zu 120 Zentimeter. Die dicke, grobe Borke ist grau-braun und schuppig bis würfelrissig.
Die wechselständigen und gestielten Laubblätter sind unpaarig oder paarig gefiedert mit bis zu 22 Blättchen. Der Blattstiel ist bis zu 20 Zentimeter lang und die Rhachis bis 46 Zentimeter. Die bis zu 19 Zentimeter langen, ganzrandigen und eiförmigen, -lanzettlichen bis verkehrt-eiförmigen, -eilanzettlichen, bespitzten bis zugespitzten Blättchen sind kurz gestielt. Die Ränder sind oft knapp umgebogen.
Cabralea canjerana ist zwittrig oder funktionell zweihäusig diözisch. Die Blüten sind in beiden Formen fast identisch, die männlichen produzieren aber viel mehr fertilen Pollen aber ihre Eizellen sind unfruchtbar, es unterscheidet sich aber die Größe der Blütenstände, die männlichen sind größer und reichblütiger. Es werden meist achselständige oder seltener auch stamm- und astblütige, rispige Blütenstände gebildet. Die fünfzähligen Blüten sind gelblich-weiß mit doppelter Blütenhülle. Der Kelch ist nur klein. Die länglichen Petalen sind zurückgelegt. Die 10 kurzen Staubblätter sind in einer oben gezähnten Röhre verwachsen, die Antheren sitzen innen und oben. Der behaarte und fünfkammerige Fruchtknoten ist halboberständig mit kurzem Griffel mit großer, scheibenförmiger, kopfiger Narbe. Es ist ein becherförmiger und innen behaarter, gelappter Diskus ausgebildet.
Es werden rundliche, bis 2,5–3,5 Zentimeter große und rötliche, glatte, lokulizid-septifrage, fest fleischige Kapselfrüchte gebildet die sich vier-, bis fünfklappig öffnen. Die bis etwa 0,8–1 Zentimeter langen, bis zu 10 ellipsoiden Samen sind von einem rötlichen Arillus umhüllt, sind zwei Samen in einem Fach werden sie von den Arilli zusammengehalten.

## Verwendung
Das Holz ist mittelschwer und recht beständig. Es wird gerne zum Schnitzen verwendet.

## Namenserklärung
Der Gattungsname Cabralea ehrt den portugiesischen Seefahrer Pedro Álvares Cabral (um 1468– um 1520).